# 1971-es magyar férfi vízilabda-bajnokság (másodosztály)
Az 1971-es magyar férfi másodosztályú vízilabda-bajnokság A csoportjában tíz csapat indult el, a csapatok két kört játszottak.

## Tabella
| #   | Csapat                 | M  | Gy | D | V  | G+  | G-  | P  | Megjegyzés     |
| --- | ---------------------- | -- | -- | - | -- | --- | --- | -- | -------------- |
| 1.  | BVSC                   | 18 | 18 | 0 | 0  | 140 | 41  | 36 |                |
| 2.  | Szentesi Vízmű         | 18 | 11 | 2 | 5  | 76  | 62  | 24 |                |
| 3.  | HÓDIKÖT SE             | 18 | 9  | 4 | 5  | 81  | 69  | 22 |                |
| 4.  | MAFC                   | 18 | 10 | 2 | 6  | 82  | 79  | 22 |                |
| 5.  | Szegedi EOL SC         | 18 | 7  | 3 | 8  | 65  | 64  | 17 |                |
| 6.  | MTK                    | 18 | 4  | 5 | 9  | 64  | 83  | 13 |                |
| 7.  | VM Egyetértés          | 18 | 4  | 5 | 9  | 61  | 81  | 13 |                |
| 8.  | BSE                    | 18 | 5  | 3 | 10 | 76  | 101 | 13 |                |
| 9.  | Kazincbarcikai Vegyész | 18 | 3  | 6 | 9  | 63  | 75  | 11 | 1 pont levonva |
| 10. | Bp. Építők             | 18 | 2  | 4 | 12 | 57  | 105 | 8  |                |

* M: Mérkőzés Gy: Győzelem D: Döntetlen V: Vereség G+: Dobott gól G-: Kapott gól P: Pont

## OB II/B
A bajnokság végeredménye: 1.Tipográfia; 2.Elektromos; 3.Pécsi Ércbányász SC; 4.Ceglédi VSE; 5.Miskolci Vasutas SC; 6.Debreceni VSC; 7.Kaposvár; 8.Kecskemét